# Jutulstraumengletsjer
De Jutulstraumengletsjer is een grote gletsjer in Koningin Maudland in Antarctica. De circa 190 kilometer lange gletsjer daalt af in noordelijke richting tussen de Kirwanweggen, het Borgmassief en de Ahlmannryggen in het westen en de Sverdrupfjella in het oosten en eindigt op het Fimbul-ijsplateau.
De gletsjer werd voor het eerst in kaart gebracht door Noorse cartografen aan de hand van opmetingen en luchtfoto's van de Noors-Brits-Zweedse Antarctische expeditie (1949-1952) en luchtfoto's van de Noorse expeditie (1958-59). De Noorse naam Jutulstraumen betekent "grote stroom". De gletsjer werd ook onderzocht door de Belgische Zuidpoolexpeditie in 1968.